# Ampulex takeuchii
Ampulex takeuchii är en  stekelart som beskrevs av Keizo Yasumatsu 1936. Ampulex takeuchii ingår i släktet Ampulex och familjen Ampulicidae. Inga underarter finns listade i Catalogue of Life.